# Butomus umbellatus
La balca (Butomus umbellatus) és la única espècie del gènere Butomus dins la família monotípica de les butomàcies (Butomaceae), de l'ordre de les alismatals, dins del clade de les monocotiledònies (monocots). És una planta amb flors aquàtica nativa d'Europa, la major part d'Àsia i part del Magrib.
També pot rebre els noms de jonc florit i llinassa.

## Descripció
És una planta herbàcia aquàtica vivaç, un helòfit, que rebrota gràcies al seu rizoma, pot créixer completament submergida. Les fulles surten del rizoma, són allargades i poden atènyer 1 metre de longitud. Les flors es troben agrupades en inflorescències en umbel·les que aparèixen a l'extrem d'un llarg escap cilíndric, amb un nombre de flors que oscil·la entre 20 i 50. Cada flor consta de tres pètals de color rosat i de tres sèpals, més petits, però també rosacis. L'androceu està format per nou estams i el gineceu per sis pistils. El fruit és un fol·licle.

## Taxonomia
L'espècie Butomus umbellatus el gènere Butomus van ser publicats per primer cop l'any 1753 a l'obra Species Plantarum de Carl von Linné (1707-1778). La primera publicació de la família Butomaceae fou l'any 1804 aL vuitè volum de l'obra Histoire Naturelle Générale et Particulaire des Plantes. Ouvrage Faisant Suiteaux Ouvres de Leclerc de Buffon, et Partie du Cours Complet d'Histoire Naturelle Rédigé par C. S. Sonnini, Membre de Plusieurs Sociétés Savantes. Traite d'Anatomie et de Physiologie Végétales, Servant d'Introduction a l'Histoire des Plants. pel botànic francès Charles-François Brisseau de Mirbel (1776-1854).

### Sinònims
Els següents noms científics són sinònims heterotípics de Butomus umbellatus:
- Butomus caesalpini Neck.
- Butomus floridus Gaertn.
- Butomus scutariensis Rohlena
- Butomus umbellatus f. albiflorus F.Fromm
- Butomus umbellatus var.minor Ledeb.
- Butomus umbellatus f. minor Bolzon
- Butomus umbellatus f. natans V.V.Petrovsky
- Butomus umbellatus var. parviflorus Buchenau
- Butomus umbellatus var. scutariensis Rohlena
- Butomus umbellatus f. submersus Glück
- Butomus umbellatus f. terrestris Glück
- Butomus umbellatus var. vallisneriifolius Sagorski
- Butomus vulgaris Gueldenst.

## Ecologia
Introduïda a Nord-amèrica com a ornamental ha esdevingut una planta invasora, especialment en l'àrea dels Grans Llacs. En canvi, a Israel, es considera en perill d'extinció a causa de la pèrdua del seu hàbitat aquàtic.
A Catalunya només es troba a alguns aiguamolls de l'Empordà i ha desaparegut d'algunes localitats on s'havia trobat antigament. Atesa la seva raresa està catalogada dins de l'annex 1 (en perill d'extinció) pel Decret 172/2008, de 26 d’agost de la Generalitat, mitjançant el qual es va crear el Catàleg de flora amenaçada de Catalunya.